# アシタノカレッジ
『アシタノカレッジ』はTBSラジオで2020年9月28日から2023年9月28日までの平日の22・23時台に放送していたトークバラエティ番組。
一部のコーナーを除いて、生放送を実施。2023年3月31日（金曜日）までは毎週月曜日から金曜日までの22:00 - 23:55に放送されていた他、JRN系列の民放ラジオ局へネット。キニマンス塚本ニキは月 - 木曜日、武田砂鉄は金曜日のパーソナリティを務めていた。
2023年4月3日（月曜日）より、番組の構成を大幅に変更。金曜日は、4月7日から『武田砂鉄のプレ金ナイト』（たけださてつのプレきんナイト）の番組タイトルで武田の冠番組として編成している。
月 - 木曜は『アシタノカレッジ』の番組タイトルとパーソナリティを引き継いでいるが『朗読斎藤工 深夜特急 オン・ザ・ロード』が4月3日より月 - 金曜日 23:30 - 23:55に放送。それに伴い、同日より月 - 木曜 22:00 - 23:30に放送枠を縮小した。月 - 木曜のネット局は3月30日（木曜日）で放送終了したことを受けて、4月3日より関東ローカル番組となった。
『アシタノカレッジ』は、2023年9月28日（木曜日）で放送終了。翌週（10月2日）より、毎週月 - 金曜日の18:00 - 21:00に放送した『アフター6ジャンクション』が番組タイトルを『アフター6ジャンクション2』に変更。『アシタノカレッジ』の放送枠を引き継いだ。
『武田砂鉄のプレ金ナイト』は放送の内容が、当番組の金曜分とほとんど変わらず、『アシタノカレッジ』金曜時代のネット局で放送。『アシタノカレッジ』の終了後も放送を継続している。このような事情から、当ページは『武田砂鉄のプレ金ナイト』についても述べる。

## 概要
前番組『荻上チキ・Session-22』が『荻上チキ・Session』と改題し『ACTION』の後番組として平日帯の夕方ワイド番組へ枠移動。『Session-22』の後番組として『アシタノカレッジ』を平日夜の帯枠で開始した。「知識を楽しく学び、深く考える」ことをベースとした夜のトークバラエティ。
キャッチフレーズは「あたらしい時代のために、いまこそ学ぼう」。モチーフは「“学び”×“エンターテインメント”の新しい体験が始まる夜の学校」。

## 出演者
パーソナリティ
- 月 - 木曜日：キニマンス塚本ニキ[1]
  - 第1回から2022年6月30日（木曜日）までは月 - 木曜日の生放送を単独で進行していたが、同年7月4日（月曜日）から、「BUDDY（バディ）」と称する日替わりパートナーを迎える体制へ変更。
  - TBSラジオでは、『アシタノカレッジ』が2023年10月改編で終了した後も、この改編で放送枠を移動・拡大する生ワイド番組（『アフター6ジャンクション』の放送枠へ移動する『荻上チキ・Session』および、『Session』の放送枠の大半を編入する『こねくと』）に出演。『Session』では毎週木曜日に、「塚本ニキ Weekly English Journal」（英語で報じられた海外ニュースから気になる言葉を紹介するコーナー）を担当している。
- 金曜日：武田砂鉄[1]
  - 『武田砂鉄のプレ金ナイト』でも継続。本人によれば、『プレ金』とは「プレミアムフライデー」の略称で、『アシタノカレッジ』からの独立を機に「（2017年2月から日本政府と経済界が毎月最終金曜日に向けて提唱していながら下火になる一方の）プレミアムフライデーを非公認で引き継ぐ」とのニュアンスを込めて番組のタイトルに入れたという。
  - 『アシタノカレッジ』の放送枠を引き継いだ『アフター6ジャンクション2』にも、水曜日の初回放送（2023年10月4日）を皮切りに、「BEYOND THE CULTURE」（22時台の特集コーナー）や23時台の企画へゲストとして随時登場。

「BUDDY」（以下は2022年7月4日からレギュラーで出演していた人物）
- 月曜日：能條桃子（一般社団法人「NO YOUTH NO JAPAN」の代表）
- 火曜日：わっきゃい／永井陽右／五十嵐美樹
- 水曜日：大空幸星／みたらし加奈
- 木曜日：黒部陸（一般社団法人「(a(n)action」のメンバー）
  - 月曜日の能條は毎週、火 - 木曜日の「BUDDY」は週替わりで出演。月曜以外の曜日には、当日のメインテーマに応じて、上記以外の人物を「BUDDY」に迎えることもある。
  - 2023年3月30日（木曜日）までの「BUDDY」は、22時台にのみ登場。火曜日には露木しいな・木曜日にはなかけん（「As Loop」のメンバー）も「BUDDY」（週替わりで定期的に登場するパートナー）に名を連ねていた。また、「BUDDY」とは別に、22時台に「NexStar」（ネクスター）・23時台に「Mentor」（メンター）と称するゲストを日替わりで迎えていた。
  - 放送の曜日・時間が短縮された2023年4月3日（月曜日）放送分からは、塚本と「BUDDY」が全編にわたって出演。ゲストについては、「NexStar」や「Mentor」といった肩書を使わない一方で、22時台に新設した「Today's Class」（当日のメインテーマを解説・議論するパート）へ迎える体制に移行した。
  - 2023年3月31日まで放送されていた金曜分では、「BUDDY」制度を導入せず、澤田大樹（TBSラジオ制作センター所属の報道記者）がニュース解説を23時台に担当。また、週替わりで1名のゲストを迎えていた。このような体制は、『プレ金ナイト』として独立した後も維持されている。

パーソナリティ代理
◎：担当の時点でTBSテレビのアナウンサー

○：担当の時点で「BUDDY」として担当日にレギュラー出演

- 2022年1月3日・4日
  - 1月3日[注釈 2]（月曜日）：南波雅俊[注釈 3]◎、1月4日（火曜日）：蓮見孝之◎
- 2022年8月10日から18日までの月 - 木曜日
  - 塚本の新型コロナウイルス感染が8月9日（火曜日）の本番後に確認されたことを受けて、塚本が隔離療養を経て22日（月曜日）に復帰するまでの暫定措置。この期間には、「BUDDY」（当時のレギュラー放送では22時台にのみ出演）も全編に登場していた。
    - 8月10日（水曜日）：小沢光葵[注釈 3]◎（みたらし加奈○が「パートナー」扱いで全編に同席）
    - 8月11日・18日（いずれも木曜日）：なかけん・黒部陸（いずれも○）
    - 8月15日（月曜日）：能瀬桃子○（全編を通じて単独で進行）
    - 8月16日（火曜日）：露木しいな・永井陽右（いずれも○）
    - 8月17日（水曜日）：大空幸星○（全編を通じて単独で進行）
- 2022年12月9日からの金曜日（武田の新型コロナウイルス感染に伴う休演期間中）
  - 12月9日（金曜日）：澤田大樹・えのきどいちろう
- 2023年8月1日 - 9日の『アシタノカレッジ』（塚本の夏季休暇中）
  - 8月1日（火曜日）：永井陽右○
  - 8月2日（水曜日）：大空幸星○
  - 8月3日（木曜日）：黒部陸○
  - 8月7日（月曜日）：能瀬桃子○
    - 休暇中にルワンダを訪れていた塚本も、現地からのリモート方式で22時台に出演。

  - 8月8日（火曜日）：五十嵐美樹
  - 8月9日（水曜日）：みたらし加奈○

## タイムテーブル（2023年4月以降）
「　」内は放送上のコーナータイトルで、生放送番組につき時刻は目安。本来のパーソナリティが休演している場合には、以下に記す「塚本」「武田」の役割を代演者（パーソナリティ代理）が担っている。

### 『アシタノカレッジ』（月 - 木曜日）
- 22:00　オープニング
  - 「BUDDY」が出演する日には、塚本が当日の「BUDDY」を紹介したうえで、「BUDDY」との間でクロストークを展開する。
- 22:17　『TBSニュース』
  - TBSラジオが月 - 木曜日に編成している定時ニュースの最終版で、TBSテレビのアナウンサーではなく、TBSラジオ制作センターのニュース情報部に所属する「ニュースデスク」（中村尚登・長田新・吉澤亮太など）が宿直勤務の一環で担当。前後の時間帯にニュース速報が入った場合にも、「ニュースデスク」が対応する。
- 22:22　「Today's Class」
  - 「当日のメインテーマを、塚本がリスナーと共に学ぶ場（Class＝学級）」というコンセプトの下に、そのテーマに関するゲストが、スタジオかリモート方式で出演。ゲストからの解説や証言を交えながら、塚本と「BUDDY」が議論を展開する。なお、「BUDDY」が出演しない日には、塚本とゲストのクロストークに充てられる。
- 22:50　「お便り紹介」
  - 「Today's Class」で取り上げたテーマに関して、リスナーから寄せられたメッセージや、ゲストへの質問を塚本が紹介する。
  - 「Today's Class」のゲストは基本として、このパートまで出演。パートの最後には、当日のメインテーマにちなんだ楽曲を23時の時報近くまで流す。
- 23:00　「Buddy's Voice」
  - 当日のメインテーマについて、「BUDDY」が「Voice」（私見や感想）を述べる。「BUDDY」が出演しない日には、塚本が単独で進行。
- 23:10　「アシタノchat Lounge」
  - 「『chat』（気軽にお喋り）しながら『アシタ』（明日）へのヒントを探る」というコンセプトのパートで、曜日ごとに構成が異なる。
    - 月曜日：「サッキーの現場報告」（「サッキー」ことTBSラジオニュース情報部所属の崎山敏也記者による取材報告）
      - 2021年10月から2023年3月まで放送されていた「News & Calling」（崎山によるニュース解説企画）を事実上継承している関係で、他曜日と違ってタイトルが付けられている。
      - 2023年9月25日（月曜日）に放送された「サッキーの現場報告」をもって、「アシタノchat Lounge」を終了。最終回までの残り3日間は、塚本と当日の「BUDDY」が過去の放送内容をこの時間帯に回顧している。

    - 火曜日：塚本と「BUDDY」がリスナーに「Recommend」（推薦）したい楽曲を、クロストークを交えながら1曲ずつ紹介していた。
    - 水曜日：放送日までの直近1週間の日本における社会の動向・状況から、番組側が注目した3項目のトピックスについて、塚本と「BUDDY」が議論していた。
      - オープニングでは、3項目の概要（ヘッドライン）を『アフター6ジャンクション』（18:00 - 21:00に生放送）の水曜パートナー（基本としてTBSテレビアナウンサーの日比麻音子）[注釈 4]によるナレーションで紹介。当日分のナレーションを、同番組の本番前後に収録していた。水曜分は最終回の前週（2023年9月20日）で終了したが、日比は『アシタノカレッジ』終了の翌週から、『アフター6ジャンクション2』で（第4週を除く）火曜日の全編にパートナーとして出演。

    - 木曜日
      - 最終週を除く週には、リスナーからのメッセージを交えながら、塚本と「BUDDY」がフリートークを展開。エンディングまでの時間に余裕がある日には、「Listener Calling」（リスナーコーリング）と称して、電話での出演が可能な旨をメッセージに記している「Listener」（リスナー）と「Calling」（電話でやり取り）する。

  - 毎月最終木曜日には、『TBS知育教育ラジオ オヤノココロコシラジ』（知育・教育に関する話を蓮見が専門家に訊くフロート番組）をこの時間帯に放送している。この番組は、2021年3月26日まで単独番組として毎週火曜日の17:50 - 18:00に編成。同年4月から2023年3月まで当番組の23時台後半に内包されていたが、単独番組時代から放送の前に収録されているため、塚本や「BUDDY」は内包の当初から出演していない。
    - 『オヤノココロコシラジ』は単独番組時代から、未放送の音声を含めた収録中のスタジオ動画を、放送後にTBSラジオの公式YouTubeチャンネルから順次配信。ただし、蓮見が体調不良を理由に2023年の6月中旬からTBSテレビを休職しているため、同月以降の放送分では伊藤隆佑（後輩アナウンサー）が蓮見に代わって「聞き手」を務めている。
- 23:25　エンディング
  - 翌日（木曜日の場合には翌週月曜日）の「BUDDY」と放送予定を塚本が紹介した後に、23:29まで楽曲を1曲流す。

### 『武田砂鉄のプレ金ナイト』（金曜日）
◎印のコーナーは、『アシタノカレッジ』時代から金曜日に放送。

- 22:00　オープニング・当日出演するゲストの紹介
- 22:17　『TBSニュース』（2023年9月29日まで放送）
  - TBSラジオが金曜日に編成している定時ニュースの最終版で、『アシタノカレッジ』の当該時間帯に編成されているニュースと同じく、宿直勤務に就いているTBSラジオの「ニュースデスク」が担当。『アシタノカレッジ』金曜分時代からのネット局である北日本放送・新潟放送でも、タイトルの変更やローカル放送向けの差し替えを実施せずに流していた。もっとも、『アシタノカレッジ』の放送枠を引き継ぐ『アフター6ジャンクション2』では定時ニュースを放送しないことから、『アシタノカレッジ』の終了を機に廃枠。
- 22:21　武田とゲストによる対談パート
- 22:50　リスナーから寄せられたメッセージの紹介
  - ゲストは基本としてこの時間帯まで出演するため、リスナーからゲストへの質問も取り上げる。
- 23:00　「講談社 presents 金曜開店 砂鉄堂書店」◎
  - 講談社の単独提供による武田の冠コーナー。講談社現代新書から毎月1冊の本を取り上げたうえで、その本の内容を1ヶ月にわたって紹介する。
  - 『アシタノカレッジ』時代の2022年4月頃から放送を開始。金曜日における『アシタノカレッジ』というタイトルの使用と、23:30以降の放送を2023年3月31日で終了するまでは、23:20 - 23:30頃に組み込まれていた。
- 23:12　「ニュース・エトセトラ」◎
  - 澤田によるニュース解説コーナー。『アシタノカレッジ』時代には、23:25頃から放送していた。
  - 澤田は番組内の『TBSニュース』を担当する「ニュースデスク」ではないため、放送上は『アシタノカレッジ』時代から「ニュース・エトセトラ」にのみ出演。ただし、生放送と連動しながらTBSラジオのYouTube公式チャンネルから配信されるスタジオ動画（詳細後述）には、生放送の終了後にYouTube限定で配信される「アフタートーク」で再び登場している。
  - 2023年7月7日は澤田が体調不良で休演したため、武田がこのコーナーを単独で進行[5]。
- 23:28 　エンディング
  - リスナーから寄せられたメッセージと、翌週に迎える予定のゲストを武田が紹介する。

2023年11月17日（金曜日）には、TBSラジオの社員で組織する労働組合（日本民間放送労働組合連合会東京放送労働組合ラジオ支部）が局内でのストライキに入っていたが、『プレ金ナイト』は非組合員である社外のスタッフだけで制作。放送上は武田が通常どおり出演した一方で、組合員の澤田が休演したため、「ニュース・エトセトラ」では選挙ライターの宮原ジェフリー（澤田とはTBSラジオのポッドキャスト向け番組『セイジドウラク』で共演）を澤田の代役に立てた。

## 過去（2023年3月まで）の主な構成・コーナー

### 「学部」の設定
『アシタノカレッジ』としての放送開始当初は、曜日ごとに異なるジャンルを扱っていて、扱うジャンルを以下のように「学部」と称していた。
- 月曜日 ：「アシタノ世界学部」
- 火曜日 ：「アシタノ食べる学部」
- 水曜日 ：「アシタノネーチャー学部」
- 木曜日 ：「アシタノLOVE学部」
- 金曜日 ：「アシタノエトセトラ学部」

また、放送週によっては、以下のような「特別学部」を1週間（または特定の日）に設定することがあった。
- 2020年
  - 10月第3週：「アシタノアメリカ学部」（アメリカ大統領選挙の投開票を目前に控えて設定）
  - 10月第4週の火・水曜日：「アシタノ温泉学部」
  - 11月第4週：「アシタノSDGs学部」（SDGsの達成に向けたTBSグループの啓発キャンペーン「地球を笑顔にするWEEK」と連動）

### 他番組へ移行したコーナー
いずれも事前収録による10分間のフロート番組で、『アシタノカレッジ』の放送時間短縮を機に、2023年4月から9月まで『アフター6ジャンクション』（通称『アトロク』）の19時台後半（19:30 - 19:40頃）に内包されていた。
- 『滋慶学園COMグループ presents あなたの夢はなんですか?』
  - 第一線で活躍しているプロフェッショナルから現役の学生に至るまで、さまざまな「夢追い人」に将来・人生・職業に関する夢を語らせるインタビュー番組で、はなわか浜谷健司（ハマカーン）がナビゲーターとして出演。
  - 『アシタノカレッジ』では2020年11月2日から、毎週月 - 水曜日の23:35 - 23:45頃に内包されていた。2023年4月4日からは、毎週火 - 木曜日に『アトロク』内で放送。『アシタノカレッジ』全曜日（2023年3月まで）→『プレ金ナイト』限定（同年4月以降）のネット局である新潟放送と北日本放送では、月・火曜日に『アトロク』19時台の同時ネット[注釈 5]を通年で実施しているため、放送上は両局とも火曜日に限って『あなたの夢はなんですか?』の同時ネットを続けていた。その他のネット局については同番組のページを参照。
- 『学校法人 滋慶学園 東京情報デザイン専門職大学 presents 夢を追いかけて!』
  - 「情報デザイン」をキーワードに設定したうえで、今後の社会に求められる人材を各界のトップと安東弘樹（TBSテレビ出身のフリーアナウンサー）が語り合う番組。放送上は、1人のゲストを迎えて収録した音源を、2週にわたって流している。
  - 『アシタノカレッジ』では2022年9月1日から、毎週木曜日の23:35 - 23:45頃に内包されていた。2023年4月7日からは、毎週金曜日の『アトロク』内で関東ローカル向けに放送。

2023年10月からは、『アフター6ジャンクション』の放送枠を引き継いだ『Session』内で放送を継続する。放送の時間帯は『アフター6ジャンクション』時代と変わらないが、同月以降の『Session』ネット局における対応については当該項で詳述。

### その他のコーナー
- 「ちょっといいこと短歌」（2021年4月5日から2022年6月まで毎週月曜日の23:40 - 23:50頃に放送）
  - 立教大学経営学部とのコラボレーション企画で、「ちょっといいこと」をテーマに詠んだ短歌や、自由律による短歌をtwitterの番組公式アカウントでリスナーから募集。その一部を、塚本が生放送で紹介していた[6]。放送上は、このコーナーからエンディングパートへ直結。
  - 放送週によっては、TBSテレビのアナウンサーがこのコーナーからスタジオに出演したうえで、自作の短歌を披露。出演しない週の放送でも、上記のテーマに沿ってアナウンサーが作った短歌を、塚本がコーナーの最後に詠むことがあった。
- 「ワールドコーリング」（各曜日ごとのテーマに沿って、世界各国のレポーターから現地の事情をきく）
- 「Nikki's Green English」（地球環境に関する時事英語を紹介）
- 「Viva!チャレンジャー」（2020年10月のみ毎日、11月以後木・金曜のみ）

## ネット局
- 『アシタノカレッジ』としての開始当初は、前番組『荻上チキ・Session-22』のネット局をほぼ引き継いでいた。しかし、TBSラジオが当該時間帯で放送する番組の同時ネットを火 - 木曜日に実施していた中国放送は、『アシタノカレッジ』の開始を機に自社制作の『今夜キキカジリ!ラジオせんじがら』（日中のワイド番組のダイジェスト番組）に切り替え。北海道放送および琉球放送では、前番組に続いて全曜日に同時ネットを実施していたが、2021年3月26日（金曜日）放送分でネットを完全に終了した。
- 『アシタノカレッジ』開始から全曜日フルネットを続けていた新潟放送・北日本放送は、2023年4月改編で金曜分が『武田砂鉄のプレ金ナイト』として独立することを機に、『プレ金ナイト』のみフルネットを継続。『アシタノカレッジ』としては、両局とも同年3月31日（金曜日）放送分でネットを終了することに伴ってネット局が消滅したため、放送曜日を月 - 木曜日に変更した4月3日より関東ローカル番組へ移行した。
- インターネットでは、IPサイマル放送・radiko向けの音声配信に加えて、本編放送中のスタジオを3台のカメラで映した動画をTBSラジオのYouTube公式チャンネルからライブ配信。YouTubeでは楽曲・CMや一部のコーナーの音源配信を割愛する一方で、本編動画のライブ配信中にチャット用の投稿フォームを開放していることから、投稿後にチャット画面へ表示されたメッセージもパーソナリティが放送中に随時紹介している。さらに、地上波での放送終了後に「アフタートーク」（配信限定のスタジオ動画）[注釈 6]を30分程度流しているほか、「アフタートーク」の配信終了後から本編と「アフタートーク」のセットによるアーカイブ動画を順次公開している。
  - 『アシタノカレッジ』としての放送曜日・時間が短縮されてからも、YouTubeでのライブ／アーカイブ配信と「アフタートーク」は『プレ金ナイト』と合わせて実施。「アフタートーク」は20分程度展開されているため、本編と合わせての配信時間は短縮前の放送時間（1時間55分）とほぼ変わらなかった。生放送と連動したYouTubeからのライブ配信については、『アフター6ジャンクション』時代のネット全局が『アフター6ジャンクション2』開始当初からのネットを見送ったことなどを背景に、『アフター6ジャンクション2』でも全曜日にわたってアーカイブ配信とセットで継続。
- 2023年5月5日（金曜日）には、『武田砂鉄のプレ金ナイト』放送直前の21:58頃[注釈 7]に、石川県の能登地方が震源とされる最大震度5強の地震が発生[注釈 8]。新潟放送と北日本放送では、緊急地震速報のアラームに続いて地震関連の情報を放送対象地域（新潟放送では新潟県内・北日本放送では富山県内）向けに放送したため、『プレ金ナイト』には22:04頃からの飛び乗りネットで対応した。
- TBSラジオでは『アシタノカレッジ』開始前の2019年4月から金曜21:30 - 22:00に『問わず語りの神田伯山』を編成。北日本放送では『プレ金ナイト』開始の2023年4月から同時ネットで開始したほか、新潟放送でも2024年4月から同時ネットに移行するため、これで『プレ金ナイト』のネット全局が『問わず語りの神田伯山』→『プレ金ナイト』という放送の流れとなる。

### 「武田砂鉄のプレ金ナイト」ネット局
- 2023年10月現在。放送期間は「プレ金ナイト」としてのもの。

| 放送対象地域 | 放送局           | 放送時間           | 放送期間       |
| ------------ | ---------------- | ------------------ | -------------- |
| 関東広域圏   | TBSラジオ 制作局 | 金曜 22:00 - 23:30 | 2023年4月7日 - |
| 新潟県       | 新潟放送         | 金曜 22:00 - 23:30 | 2023年4月7日 - |
| 富山県       | 北日本放送       | 金曜 22:00 - 23:30 | 2023年4月7日 - |

### 「アシタノカレッジ」ネット局
| 放送対象地域 | 放送局            | 放送時間                | 放送期間                      | 脚注 |            |
| 最終回時点   | 最終回時点        | 最終回時点              | 最終回時点                    | 最終回時点 | 最終回時点 |
| ------------ | ----------------- | ----------------------- | ----------------------------- | --- | ---------- |
| 関東広域圏   | TBSラジオ         | 月 - 木曜 22:00 - 23:30 | 2020年9月28日 - 2023年9月28日 | 制作局 |            |
| 過去         |                   |                         |                               | |            |
| 北海道       | 北海道放送（HBC） | 月 - 金曜 22:00 - 23:55 | 2020年9月28日 - 2021年3月26日 | 2021年4月から自主編成枠へ転換した後に 2022年4月改編から裏番組に当たる 『レコメン!』（文化放送制作）をフルネット     |            |
| 沖縄県       | 琉球放送（RBC）   | 月 - 金曜 22:00 - 23:55 | 2020年9月28日 - 2021年3月26日 | 2021年4月から自主編成枠に転換                                                                                       |            |
| 新潟県       | 新潟放送（BSN）   | 月 - 金曜 22:00 - 23:55 | 2020年9月28日 - 2023年3月31日 | 2023年3月までは5曜日ともネット 2023年4月改編から月 - 木曜は自主編成枠に転換                                         |            |
| 富山県       | 北日本放送（KNB） | 月 - 金曜 22:00 - 23:55 | 2020年9月28日 - 2023年3月31日 | 2023年3月までは5曜日ともネット 2023年4月改編から月 - 木曜は裏番組に当たる 『レコメン!』（文化放送制作）をフルネット |            |

## 有料イベント
- 『アシタノカレッジ Presentsプレミアムマンデー2022～ニュース大掃除スペシャル～』（2023年1月9日、ロフトプラスワン）
  - 出演：武田砂鉄、澤田大樹　ゲスト：青木理、佐久間裕美子（文筆家）
  - 当時放送されていた『アシタノカレッジ』金曜分からの派生イベント。当初は2022年12月12日にLOFT9 Shibuyaでの開催を予定していたが、武田が新型コロナウイルスへ感染したことを受けて、会場を変更したうえで年またぎの「振替公演」として開催された[7]。

## 備考
- 月曜 - 木曜担当の塚本は、この番組を立ち上げる前の2020年8月の毎週日曜の5週にわたり、この番組とほぼ同じ趣旨の 「もったいないカイギ」 を、『マンスリーチャンネル』（日曜 17:30 - 18:00に生放送）で担当していた。